# خليفة لو (نقدة)
خليفة لو هي قرية في مقاطعة نقدة، إيران. عدد سكان هذه القرية هو 741 في سنة 2006.